# Algis Kazulėnas
Algis Kazulėnas (* 26. August 1962 in Rokiškis) ist ein litauischer Politiker.

## Leben
Nach der Abitur an der „Romuvos“-Mittelschule Rokiškis absolvierte er 1986 das Studium der Geschichte am Pedagoginis institutas in Vilnius und wurde Lehrer. Ab 1986 arbeitete er am Landeskundemuseum Rokiškis, ab 1992 war stellv. Direktor, von 2007 bis 2008 stellvertretender Bürgermeister der Rajongemeinde Rokiškis, von 2008 bis 2012 Mitglied im Seimas.

## Quelle
- 2008 m. Lietuvos Respublikos Seimo rinkimai - Tėvynės sąjunga - Lietuvos krikščionys demokratai - Iškelti kandidatai (Memento vom 14. Februar 2014 im Internet Archive)

| Personendaten    | Personendaten         |
| ---------------- | --------------------- |
| NAME             | Kazulėnas, Algis      |
| KURZBESCHREIBUNG | litauischer Politiker |
| GEBURTSDATUM     | 26. August 1962       |
| GEBURTSORT       | Rokiškis              |